# Seznam obcí v departementu Pyrénées-Orientales

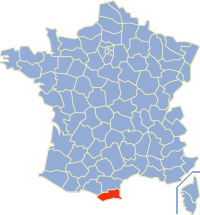
Pyrénées-Orientales

Toto je seznam obcí v departementu Pyrénées-Orientales ve Francii:

## A
| - L'Albère - Alénya - Amélie-les-Bains-Palalda - Les Angles - Angoustrine-Villeneuve-des-Escaldes | - Ansignan - Arboussols - Argelès-sur-Mer - Arles-sur-Tech - Ayguatébia-Talau |

## B
| - Bages - Baho - Baillestavy - Baixas - Banyuls-dels-Aspres - Banyuls-sur-Mer - Le Barcarès - La Bastide | - Bélesta - Bompas - Boule-d'Amont - Bouleternère - Le Boulou - Bourg-Madame - Brouilla |

## C
| - La Cabanasse - Cabestany - Caixas - Calce - Calmeilles - Camélas - Campôme - Campoussy - Canaveilles - Canet-en-Roussillon - Canohès - Caramany | - Casefabre - Cases-de-Pène - Cassagnes - Casteil - Castelnou - Catllar - Caudiès-de-Conflent - Caudiès-de-Fenouillèdes - Cerbère - Céret - Claira - Clara | - Les Cluses - Codalet - Collioure - Conat - Corbère - Corbère-les-Cabanes - Corneilla-de-Conflent - Corneilla-del-Vercol - Corneilla-la-Rivière - Corsavy - Coustouges |

## D
- Dorres

## E
| - Égat - Elne - Enveitg - Err - Escaro - Espira-de-Conflent | - Espira-de-l'Agly - Estagel - Estavar - Estoher - Eus - Eyne |

## F
| - Felluns - Fenouillet - Fillols - Finestret - Fontpédrouse - Fontrabiouse - Font-Romeu-Odeillo-Via - Formiguères - Fosse - Fourques - Fuilla |

## G
- Glorianes

## I
- Ille-sur-Têt

## J
- Joch
- Jujols

## L
| - Lamanère - Lansac - Laroque-des-Albères - Latour-Bas-Elne - Latour-de-Carol - Latour-de-France | - Lesquerde - La Llagonne - Llauro - Llo - Llupia |

## M
| - Mantet - Marquixanes - Los Masos - Matemale - Maureillas-las-Illas - Maury - Millas - Molitg-les-Bains - Montalba-le-Château | - Montauriol - Montbolo - Montescot - Montesquieu-des-Albères - Montferrer - Mont-Louis - Montner - Mosset |

## N
- Nahuja
- Néfiach
- Nohèdes
- Nyer

## O
| - Olette - Oms - Opoul-Périllos | - Oreilla - Ortaffa - Osséja |

## P
| - Palau-de-Cerdagne - Palau-del-Vidre - Passa - Perpignan - Le Perthus - Peyrestortes - Pézilla-de-Conflent - Pézilla-la-Rivière - Pia - Planès - Planèzes - Pollestres | - Ponteilla - Porta - Porté-Puymorens - Port-Vendres - Prades - Prats-de-Mollo-la-Preste - Prats-de-Sournia - Prugnanes - Prunet-et-Belpuig - Puyvalador - Py |

## R
| - Rabouillet - Railleu - Rasiguères - Réal - Reynès | - Ria-Sirach - Rigarda - Rivesaltes - Rodès |

## S
| - Sahorre - Saillagouse - Saint-André - Saint-Arnac - Saint-Cyprien - Sainte-Colombe-de-la-Commanderie - Sainte-Léocadie - Sainte-Marie - Saint-Estève - Saint-Féliu-d'Amont - Saint-Féliu-d'Avall | - Saint-Génis-des-Fontaines - Saint-Hippolyte - Saint-Jean-Lasseille - Saint-Jean-Pla-de-Corts - Saint-Laurent-de-Cerdans - Saint-Laurent-de-la-Salanque - Saint-Marsal - Saint-Martin - Saint-Michel-de-Llotes - Saint-Nazaire - Saint-Paul-de-Fenouillet | - Saint-Pierre-dels-Forcats - Saleilles - Salses-le-Château - Sansa - Sauto - Serdinya - Serralongue - Le Soler - Sorède - Souanyas - Sournia |

## T
| - Taillet - Tarerach - Targassonne - Taulis - Taurinya - Tautavel - Le Tech - Terrats - Théza | - Thuès-Entre-Valls - Thuir - Tordères - Torreilles - Toulouges - Tresserre - Trévillach - Trilla - Trouillas |

## U
- Ur
- Urbanya

## V
| - Valcebollère - Valmanya - Vernet-les-Bains - Villefranche-de-Conflent - Villelongue-de-la-Salanque - Villelongue-dels-Monts - Villemolaque | - Villeneuve-de-la-Raho - Villeneuve-la-Rivière - Vinça - Vingrau - Vira - Vivès - Le Vivier |